# Mayak Associação de Produção
Mayak Associação de Produção (em russo: Маяк производственное объединение, de Маяк, "farol") é um complexo industral considerado uma das maiores instalações nucleares da Federação Russa, sede de reatores de produção de plutônio e de uma usina de reprocessamento nuclear. Localiza-se a 150 km a sudoeste de Ecaterimburgo, entre as cidades de Kasli e Cheliabinsk. O município mais próximo do complexo nuclear é Ozyorsk em Oblast de Cheliabinsk, formando o território administrativo central. Como parte do programa de armas nucleares soviético, Mayak era conhecida originalmente como Cheliabinsk-40, e posteriormente Cheliabinsk-65, baseado no código postal da região, mas desde 1994 foi rebatizada como Ozyorsk.
Mayak foi local de um dos piores acidentes nucleares da história. Em 1957, uma explosão dispersou de 50 a 100 toneladas de resíduos altamente radioativos, contaminando um imenso território a leste dos Urais. O regime soviético manteve o acidente em segredo por aproximadamente 30 anos. As condições de trabalho no Mayak, e a falta de responsabilidade ambiental do passado, levaram à contaminação adicional do Lago Karachai e de diversos acidentes e fatalidades. Algumas regiões de seu entorno permanecem até hoje restritas devido à radiação. Nos últimos 45 anos, aproximadamente 400,000 pessoas foram contaminadas em decorrência de um ou mais incidentes.
Mayak foi também o alvo de uma missão de espionagem dos Estados Unidos em 1960 que, mal-sucedida, acabou provocando um incidente diplomático internacional.

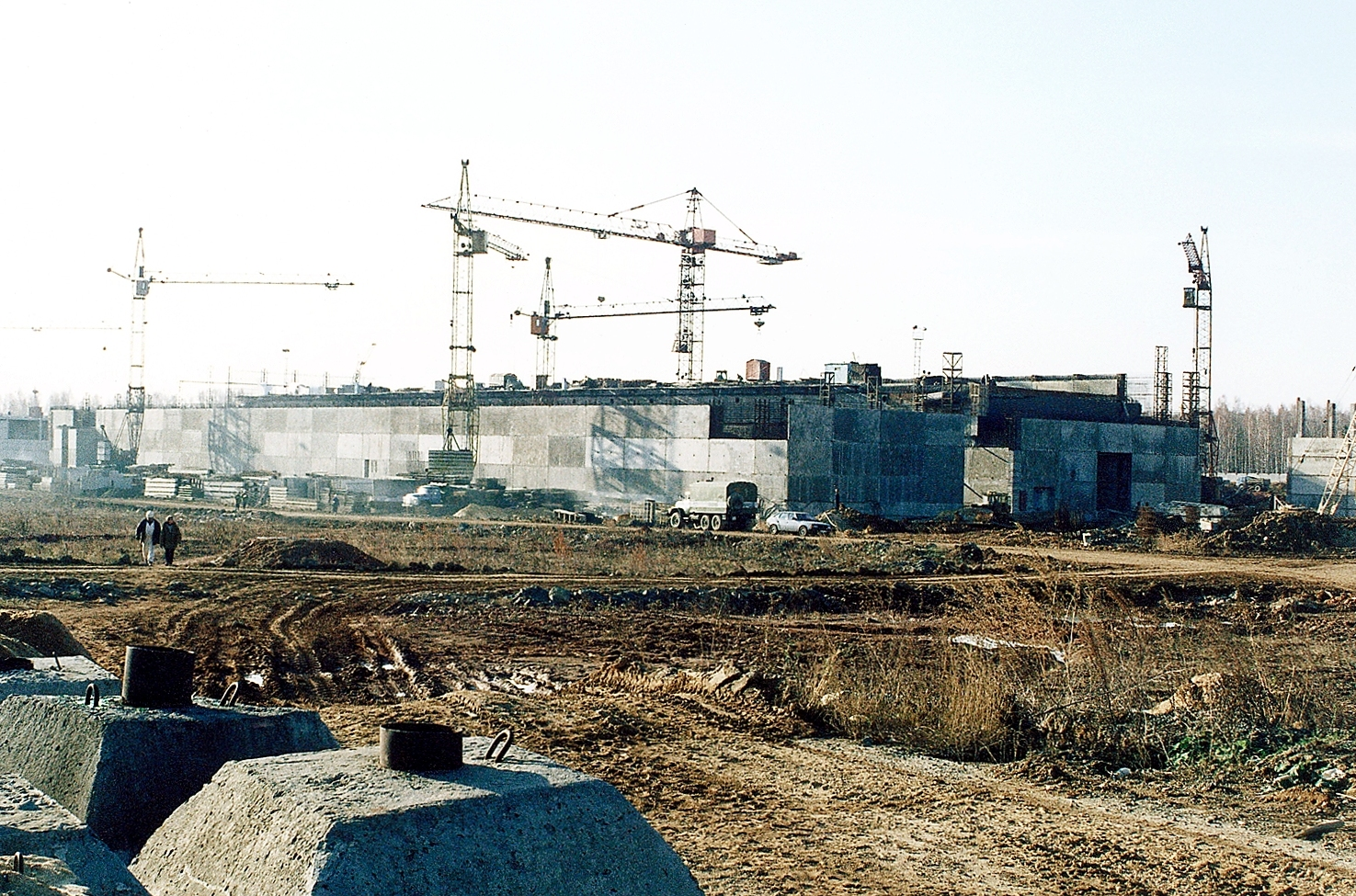
Depósito de materiais de fissão, Mayak
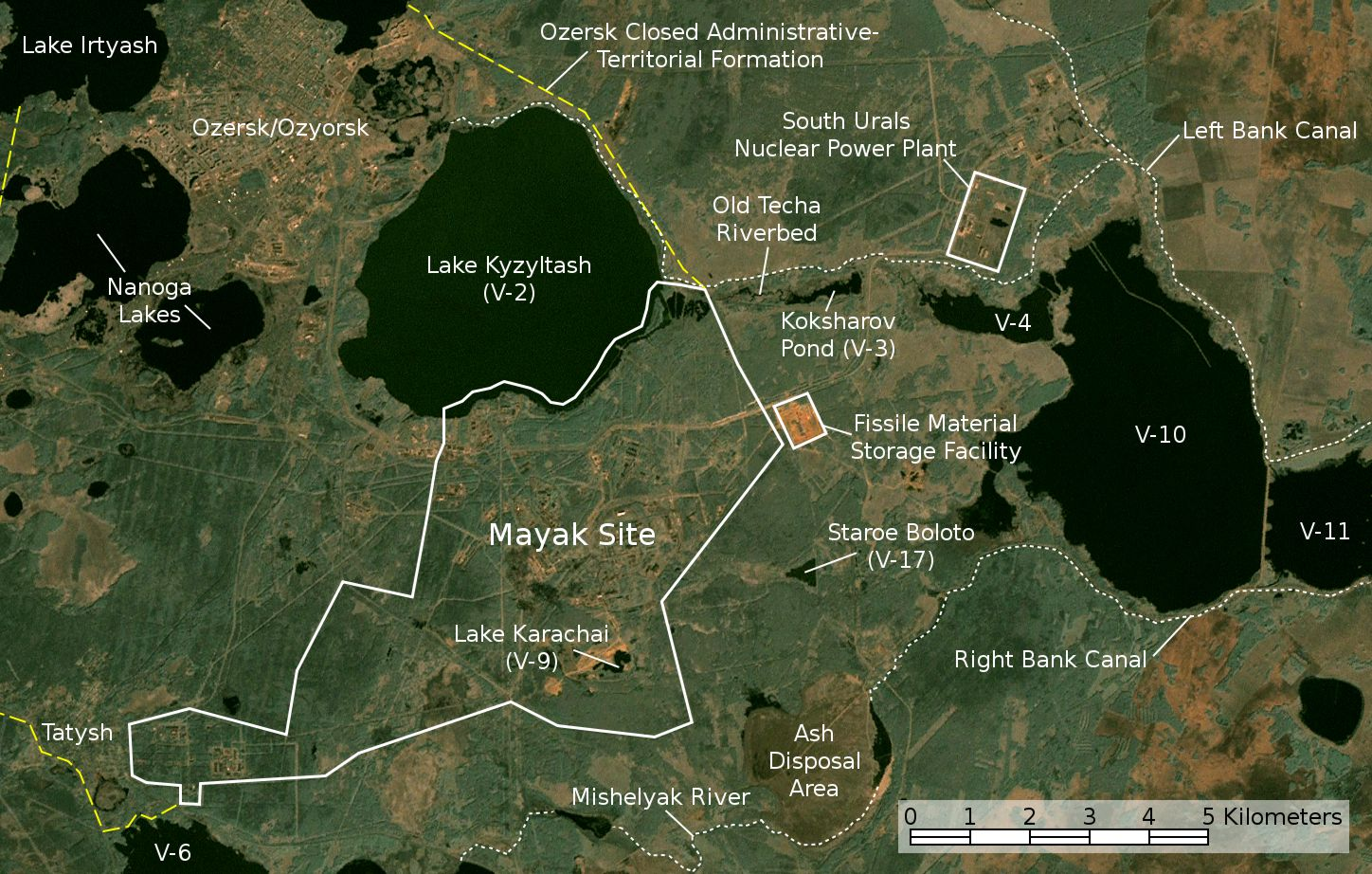
55° 42′ 45″ N, 60° 50′ 53″ L Mapa de Mayak, Um dos lugares, mais contaminados por radiação do planeta.